# Darrell Armstrong
Darrell Eugene Armstrong (Gastonia, 22 giugno 1968) è un ex cestista e allenatore di pallacanestro statunitense, professionista nella NBA e in Europa.

## Carriera
Cominciò la propria carriera NBA con gli Orlando Magic, dai quali fu ingaggiato verso la fine della stagione 1994-95. Giocò poche partite anche nella stagione seguente, mentre a partire dalla stagione 1995-96 le partite giocate cominciarono ad aumentare. Si affermò definitivamente nel 1999, anno in cui vinse sia il premio come miglior sesto uomo dell'anno che quello di rivelazione dell'anno. Da allora entrò stabilmente nel quintetto base dei Magic.
Nel 2003 venne ceduto ai New Orleans Hornets, dove rimase per due anni. Passò poi ai Dallas Mavericks, giocando anche qui per due anni, fino a quando fu acquistato dagli Indiana Pacers. La parentesi con i Pacers durò poco, solo un anno, dopo il quale fu messo sotto contratto dai New Jersey Nets, dove giocò con Vince Carter e Richard Jefferson.

## Statistiche

### NBA

#### Regular Season
| Anno      | Squadra          | PG  | PT  | MP   | TC%  | 3P%  | TL%  | RP  | AP  | PRP | SP  | PP   |
| --------- | ---------------- | --- | --- | ---- | ---- | ---- | ---- | --- | --- | --- | --- | ---- |
| 1994-1995 | Orlando Magic    | 3   | 0   | 2,7  | 37,5 | 33,3 | 100  | 0,3 | 1,0 | 0,3 | 0,0 | 3,3  |
| 1995-1996 | Orlando Magic    | 13  | 0   | 3,2  | 50,0 | 50,0 | 100  | 0,2 | 0,4 | 0,5 | 0,0 | 3,2  |
| 1996-1997 | Orlando Magic    | 67  | 0   | 15,1 | 38,3 | 30,4 | 86,8 | 1,1 | 2,6 | 0,9 | 0,1 | 6,1  |
| 1997-1998 | Orlando Magic    | 48  | 17  | 25,8 | 41,1 | 36,8 | 85,4 | 3,3 | 4,9 | 1,2 | 0,1 | 9,2  |
| 1998-1999 | Orlando Magic    | 50  | 15  | 30,0 | 44,1 | 36,5 | 90,4 | 3,6 | 6,7 | 2,2 | 0,1 | 13,8 |
| 1999-2000 | Orlando Magic    | 82  | 82  | 31,6 | 43,3 | 34,0 | 91,1 | 3,3 | 6,1 | 2,1 | 0,1 | 16,2 |
| 2000-2001 | Orlando Magic    | 75  | 75  | 36,9 | 41,2 | 35,5 | 88,4 | 4,6 | 7,0 | 1,8 | 0,2 | 15,9 |
| 2001-2002 | Orlando Magic    | 82  | 79  | 33,3 | 41,9 | 34,9 | 88,8 | 3,9 | 5,5 | 1,9 | 0,1 | 12,4 |
| 2002-2003 | Orlando Magic    | 82  | 23  | 28,7 | 40,9 | 33,6 | 87,8 | 3,6 | 3,9 | 1,6 | 0,2 | 9,4  |
| 2003-2004 | N.O. Hornets     | 79  | 22  | 28,4 | 39,5 | 31,5 | 85,4 | 2,9 | 3,9 | 1,7 | 0,2 | 10,6 |
| 2004-2005 | N.O. Hornets     | 14  | 9   | 29,4 | 33,3 | 24,3 | 90,5 | 3,4 | 4,6 | 1,1 | 0,1 | 10,1 |
| 2004-2005 | Dallas Mavericks | 52  | 7   | 11,1 | 30,5 | 26,8 | 83,0 | 1,3 | 2,2 | 0,6 | 0,1 | 2,3  |
| 2005-2006 | Dallas Mavericks | 62  | 2   | 10,0 | 33,6 | 22,9 | 78,6 | 1,3 | 1,4 | 0,4 | 0,0 | 2,1  |
| 2006-2007 | Indiana Pacers   | 81  | 4   | 15,7 | 41,4 | 33,6 | 78,5 | 1,7 | 2,4 | 0,9 | 0,1 | 5,6  |
| 2007-2008 | N.J. Nets        | 50  | 2   | 11,0 | 36,4 | 33,3 | 66,7 | 1,3 | 1,5 | 0,6 | 0,0 | 2,5  |
| Carriera  | Carriera         | 840 | 337 | 23,7 | 40,9 | 33,4 | 87,1 | 2,7 | 4,0 | 1,3 | 0,1 | 9,2  |

#### Playoffs
| Anno     | Squadra          | PG | PT | MP   | TC%  | 3P%  | TL%  | RP  | AP  | PRP | SP  | PP   |
| -------- | ---------------- | -- | -- | ---- | ---- | ---- | ---- | --- | --- | --- | --- | ---- |
| 1997     | Orlando Magic    | 5  | 0  | 28,6 | 47,6 | 33,3 | 84,6 | 4,2 | 3,4 | 1,6 | 0,2 | 11,4 |
| 1999     | Orlando Magic    | 4  | 4  | 40,8 | 37,0 | 37,5 | 100  | 5,0 | 6,3 | 2,3 | 0,0 | 14,8 |
| 2001     | Orlando Magic    | 4  | 4  | 41,8 | 37,8 | 36,8 | 92,3 | 5,5 | 4,8 | 2,0 | 0,5 | 13,3 |
| 2002     | Orlando Magic    | 4  | 4  | 39,5 | 47,6 | 23,5 | 81,0 | 2,8 | 3,3 | 1,3 | 0,0 | 15,3 |
| 2003     | Orlando Magic    | 7  | 1  | 32,3 | 45,5 | 33,3 | 90,9 | 2,4 | 3,7 | 0,9 | 0,0 | 9,4  |
| 2004     | N.O. Hornets     | 7  | 0  | 21,4 | 23,5 | 20,0 | 100  | 2,1 | 2,3 | 0,9 | 0,0 | 3,4  |
| 2005     | Dallas Mavericks | 9  | 0  | 7,3  | 50,0 | 25,0 | -    | 0,4 | 1,0 | 0,3 | 0,2 | 2,0  |
| 2006     | Dallas Mavericks | 11 | 0  | 4,3  | 20,0 | 0,0  | 100  | 0,6 | 0,2 | 0,3 | 0,1 | 0,7  |
| Carriera | Carriera         | 51 | 13 | 22,0 | 39,8 | 28,7 | 90,0 | 2,3 | 2,5 | 0,9 | 0,1 | 6,8  |

## Palmarès

### Giocatore
- 2 volte All-USBL First Team (1993, 1994)
- All-USBL Second Team (1992)
- 3 volte USBL All-Defensive Team (1992, 1993, 1994)
- 2 volte migliore nelle palle rubate USBL (1992, 1993)
- NBA Sixth Man of the Year (1999)
- NBA Most Improved Player (1999)

## Curiosità
- Durante la gara delle schiacciate dell'All-Star Game del 1996 quando fu il suo turno, sul punto di schiacciare cambiò idea, probabilmente ritenendo brutta la schiacciata, e buttò il pallone indietro, segnando ugualmente e quindi il suo tiro fu ritenuto valido. È stato il primo giocatore a segnare un lay-up in un NBA Slam Dunk Contest.